# Despertar (banda)
Despertar es una banda de rock, pop y punk cristiano proveniente de Bucaramanga, Colombia. Empezaron su trayectoria musical como grupo a comienzos del 2010 y siempre les ha gustado la música pop punk, rock, entre otras. Según Smag Guerrero, el nombre «Despertar» es un término utilizado en el ámbito de la vida. «A todos nosotros nos encanta la música, y la hemos practicado casi toda nuestra vida, por lo que, para nosotros, el nombre tiene un sentido muy importante, porque la gente debe dejar el pasado y empezar algo nuevo: para eso deben despertar».

## Formación y primeros años (2009-2012)
Despertar fue fundada en 2009 como Girón por Smag Guerrero y su gran amigo Andrés. Después de tocar en algunos eventos, dieron sus primeros pasos al ser partícipes en un evento y tocar una canción llamada Me amarás por siempre de una banda amiga de ellos, llamada Radik.l, con la ayuda de su amigo el bajista Brayan Ariza. Para ese tiempo, el guitarrista Andrés pertenecía a una banda llamada U5, la cual dejó.
Al tocar con Smag y ver la unión, la alegría y la entrega, tomaron la decisión de armar una banda, pero para eso necesitaban un bajista y un nombre. Luego de unas semanas, le consultaron a María Fernanda la posibilidad de ser bajista de la banda, propuesta que ella aceptó.
En un inicio su nombre fue «Sobre Carga», pero al ver que no tenía la «energía» que ellos querían, decidieron cambiarlo. Luego de un tiempo, consideraron que «la gente necesita un grito, un reloj, una alarma, algo fuerte que les abra los ojos y puedan ver la realidad de sus vidas», surgiendo de esa manera el nombre final: «Despertar».

## Miembros
- Andrés Pizza: voz y guitarra
- María Fernanda Martínez: bajo y fondos vocales
- Jael Zambrano: guitarra, piano y fondos vocales
- Smag Guerrero: batería (compositor)

## Discografía
- Una vez más (2011)

- Datos: Q16556392